# SingStar Italian Party 2
SingStar Italian Party 2 es la penúltima versión exclusiva para Italia y los países colindantes de habla italiana. Se trata de una colección más, de 20 exitosos temas italianos. No incluye ningún cambio sustancial en el juego salvo 20 canciones nuevas para el catálogo italiano de canciones. 
Este es el último título regionalizado que Sony lanzó en estos países. En España se lanzó SingStar Operación Triunfo, mientras que en Alemania SingStar Hottest Hits; en Francia, SingStar Pop Hits 3.

## SingStar Italian Party 2Lista de canciones
| SingStar Italian Party 2                |                             |
| Articolo 31                             | "Tranqui Funky"             |
| Biagio Antonacci                        | "Sognami"                   |
| Francesco Baccini e Ladri Di Biciclette | "Sotto Questo Sole"         |
| Gianluca Grignani                       | "La Mia Storia Tra Le Dita" |
| Gigi D'Alessio                          | "Mon Amour"                 |
| Irene Grandi                            | "Sono Come Tu Mi Vuoi"      |
| Jovanotti                               | "L'Ombelico Del Mondo"      |
| Jovanotti                               | "Un Raggio Di Sole Per Te"  |
| Laura Pausini                           | "E Ritorno Da Te"           |
| Lu Colombo                              | "Maracaibo"                 |
| Luciano Ligabue                         | "Certe Notti"               |
| Luciano Ligabue                         | "Non È Tempo Per Noi"       |
| Max Gazzè                               | "L'Amore Pensato"           |
| Max Gazzè                               | "L'Uomo Più Furbo"          |
| Neffa                                   | "Cambierà"                  |
| Povia                                   | "I Bambini Fanno Oh"        |
| Rino Gaetano                            | "Gianna"                    |
| Syria                                   | "Se T'Amo O No"             |
| Tiziano Ferro                           | "E Fuori È Buio"            |
| Vasco Rossi                             | "Una Canzone Per Te"        |